# Сяйво (роман)
«Ся́йво» (англ. The Shining) — роман американського письменника Стівена Кінга, написаний у жанрах психологічного жаху та готичної літератури, вперше вийшов 1977 року у видавництві Doubleday. Назву твору автор дав, будучи натхненним словами з пісні Джона Леннона «Instant Karma!». Роман був третім за порядком видання романом Кінга та його першим бестселером у твердій обкладинці. Відповідно до основної сюжетної лінії, колишній викладач влаштовується доглядачем і переїжджає зі своєю родиною до гірського готелю «Оверлук» на зиму. Будучи ізольованим від зовнішнього світу, Джек Торренс, алкоголік у зав'язці, зазнає впливу зловісного готелю та привидів, що там мешкають
Ідею роману Кінг надумав під час сну в готелі «Стенлі», Колорадо. У кошмарі його син біг коридором від проявів надприродного. У творі письменник хотів позбутись негативної енергії та нав'язливого бажання завдати шкоди власним дітям. За наполяганнями редакторів книга з'явилась у продажу в скороченому вигляді. У романі Кінг розвинув архетип «Поганого місця». На персонажів і тематику «Сяйва» Кінг не одноразово посилався в пізніших своїх працях. Успіх книги утвердив Кінга як видатного письменника в жанрі жахів. Твір номінували на премію «Локус» за найкращий фентезійний роман.
На думку літературних критиків, книга, що розгортає тему сімейного насильства, вибігала за рамки звичайного «жахастика». Літературознавці похвалили роман і класичну готичну концепцію, представлену з нового ракурсу, притаманну жанрові двозначність, а також численні ремінісценції та джерела натхнення. Роман адаптували для телебачення та театру, однак найбільшої популярності зазнала кінострічка 1980 року режисера Стенлі Кубрика з Джеком Ніколсоном у головній ролі. Фільм було визнано критиками еталоном психологічного трилера, однак Кінг не приховував власної неприязні до адаптації. Через 36 років після публікації «Сяйва» автор написав продовження, де оповідалось про сина головного героя.

## Сюжет
Молодий американець Джек Торренс влаштовується на роботу до гірського готелю «Оверлук» зимовим доглядачем і до кінця осені переїжджає туди разом зі своєю родиною: дружиною Венді та п'ятирічним сином Денні. У цього шикарного готелю побутує погана слава, особливо серед жителів найближчого містечка Сайдвіндер, звідки більшість тамтешніх покоївок. У готелі постійно відбуваються дивні та жахливі події. Денні — хлопчик із надздібністю — «сяйвом», що дає йому змогу читати думки, бачити та чути привидів і розмовляти з іншими власниками сяйва на великих відстанях лише силою думки. Джек Торренс — колишній викладач і талановитий письменник-початківець, після весілля його характер зіпсувався, він почав періодично випивати, що вряди-годи закінчувалось плачевно. Він випадково зламав руку своєму синові та сильно побив одного зі своїх учнів за те, що той проколов шини його автомобіля. Ця робота доглядачем потрібна йому для втихомирення власного норову, завершення п'єси, на яку він мав великі надії, та для того, щоб його товариш мав час переконати керівництво школи повернути Джека назад на роботу. До нього зимовим доглядачем у готелі працював чоловік на ім'я Делберт Грейді, що перебив усю свою родину.
Під час від'їзду персоналу готелю Денні познайомився з шеф-кухарем — літнім чорношкірим чоловіком на ім'я Дік Хеллоран, який сказав хлопчику, що він «сяє» дужче за будь-кого, кого той коли-небудь зустрічав. Його мати, як і всі матері, на думку Хеллорана, теж дещо сяє. Хеллоран стверджує, що готель є дуже поганим місцем, де явно володарює нечисть, і бере в Денні обіцянку не заходити до номера № 217. Дік просить у випадку небезпеки відразу ж кликати його на допомогу за допомогою свого сяйва. Родина Торренсів залишається наодинці, як вони думають, у величезній будівлі. Починають відбуватись дивні речі. Ті чи інші деталі довкілля оживають — пожежний шланг чи кущі, обтяті в формі тварин. Денні починає бачити істинне обличчя готелю, де за всю його історію трапилось багато жахливих речей. Денні заходить до номера 217 і бачить там привида жінки у ванні, що відтак мало не задушила самого хлопчика.
Справжній «Господар готелю» підкидує Джеку альбом із історією закладу та поступово захоплює контроль над розумом доглядача. Джек розбиває ГЧ-радіо, єдиний зв'язок родини Торренсів із довколишнім світом, та викидує магнето снігоходу — єдиного шляху відступу. Коли готель остаточно взяв контроль над Джеком і той був ладен убити свою родину, Венді силою зачинила чоловіка в комірчині, але того вивільнив привид-офіціант колишнього доглядача — Делберт Грейді — в обмін на обіцянку віддати «господарю» Денні. Хлопчик із таким потужним сяйвом значно посилить можливості істинної сутності зловісного готелю. Привиди стають матеріальнішими, їх починає відчувати і Венді, до того ж жінка розуміє, що її чоловік у біді та сам готовий завдати шкоди своїй родині. Денні надсилає надпотужний прохальний клич до кухаря Хеллорана і той, покинувши всі справи, мчить через усю країну на допомогу, однак Джек зумів дати тому відсіч. Голова сім'ї у погоні за дружиною та сином і з бажанням «завдати їм кари» та «дати їм їхніх ліків» забуває про своєю основне завдання як наглядача — слідкувати за тиском у старому котлі, який не має аварійного запобіжника. Котел вибухає. Покалічена Венді, побитий та покусаний живоплотовими тваринами Хеллоран та хлопчик Денні в останній момент перед вибухом вибираються із готелю і на орендованому кухарем снігоході тікають з готелю. Дорогою їм трапляється рятувальна бригада, що мчала їм на допомогу.
Кілька місяців по тому Хеллоран втішає хлопчика, розмовляє з ним про добро та зло і радить сміливо дивитись у майбуття.

## Створення

### Ідея
Після смерті матері Кінг придбав великий будинок у Боулдері. Попервах родина письменника їздила по околицях, оглядаючи місцеві пейзажі. Одного разу Стівен і його дружина Табіта вирішили взяти відпочинок від дітей і поїхали на вихідні до готелю «Stanley», будівля якого розміщувалась на гірському перевалі. Оскільки поїздка відбулась пізно восени, в жовтні, готель був майже порожнім, і портьє пояснив, що взимку снігопади часто відтинають готель від зовнішнього світу. За проживання вони заплатили карткою American Express — єдиною платіжною системою, яку підтримував готель. Стів замовив напої та поспілкувався з барменом на ім'я Грейді. А коли письменник проходив повз знак «Дороги можуть бути закритими після 1 листопада», то подумав, що це може стати канвою для історії.
Усі ці речі надихнули Кінга та активізували його уяву, він по-новому поглянув на масивні двері, що глушили будь-які звуки, на криваво-червоне килимове покриття, бенкетний зал, на живоплотових фігур, підстрижених у вигляді тварин. Ці деталі знайшли свої відображення в романі. Блукаючи готелем, Стівену спало на думку, що той є фактично архетипним місцем для історії про привидів. Кінги пробули в «Стенлі» всього одну ніч — в кімнаті № 217. Письменнику наснилось як його трирічний син блукав коридорами, озираючись через плече, широко розкривав очі та кричав — за ним мчав пожежний шланг. Кінг прокинувся ривком і ледь не впав з ліжка. Він випалив цигарку, дивлячись на Скелясті гори у вікно. На той момент у нього вже сформувалась основа роману. Праця над книгою відбувалась у 1974—1975 роках.

### Написання
Стівен Кінг написав книгу «на одному диханні». Лише одна сцена довго не вдавалась письменнику — момент, коли на Денні кидається напіврозкладений труп жінки з кімнати № 217. Кінг буквально ціпенів щоразу, коли намагався описати її. «Мені, як і хлопчику, герою моєї книги, зовсім не хотілося обличчям до обличчя зустрічатись із цим огидним створінням із ванни», — зізнавався Стівен. Декілька ночей поспіль, допоки епізод не було написано, йому снився однаковий страшний сон про ядерний вибух, у якому грибоподібна хмара перетворюється на гігантського червоного птаха, який женеться за автором. Як тільки Кінг закінчив сцену у ванній, ці кошмари припинились. Цей епізод Кінг писав, будучи натхненним «Техаською різаниною бензопилою», знятою Тоубом Гупером, а також творчістю Меріон Кровфорд і Чарлза Діккенса. Кінг вважав, що в героях «Сяйва», як і «Протистояння», наявна чуйність, притаманна людям із робочого класу, серед яких пройшло дитинство письменника. В інтерв'ю Кінг визнав, що над головним персонажем Джеком Торренсом в дитинстві знущався батька. На питання про те, чи дійсно роман є історією про привидів, чи все надприродне відбувається в уяві героя письменник відповів: «Джек Торренс насправді сам як будинок із привидами. Його переслідує привид батька — знову, й знову, й знову». Кульмінаційним моментом роману автор вважав сцену гибелі головного героя від вибуху в готелі, яка відбулася після того, як Джек каже сину, що любить його. Кухар Хеллоран у романі описаний як, певною мірою, карикатурний чорношкірий герой, який дивиться на світ крізь рожеві окуляри.
Також до «Сяйва» є неопублікований пролог «Перед грою». В свій час Кінга попросили видалити пролог, щоб зробити книгу дешевшою в виробництві. Кількість слів пролога дорівнює майже 12 відсотків романа. Пролог має 5 сцен. Перша про будування та заробіток «Оверлука», друга про молоду пару яка заїхала в готель, третя про бальний маскарад в готелі, четверта про дитинство Джека Торенса, п'ята про стрілянину біля президентського люксу.

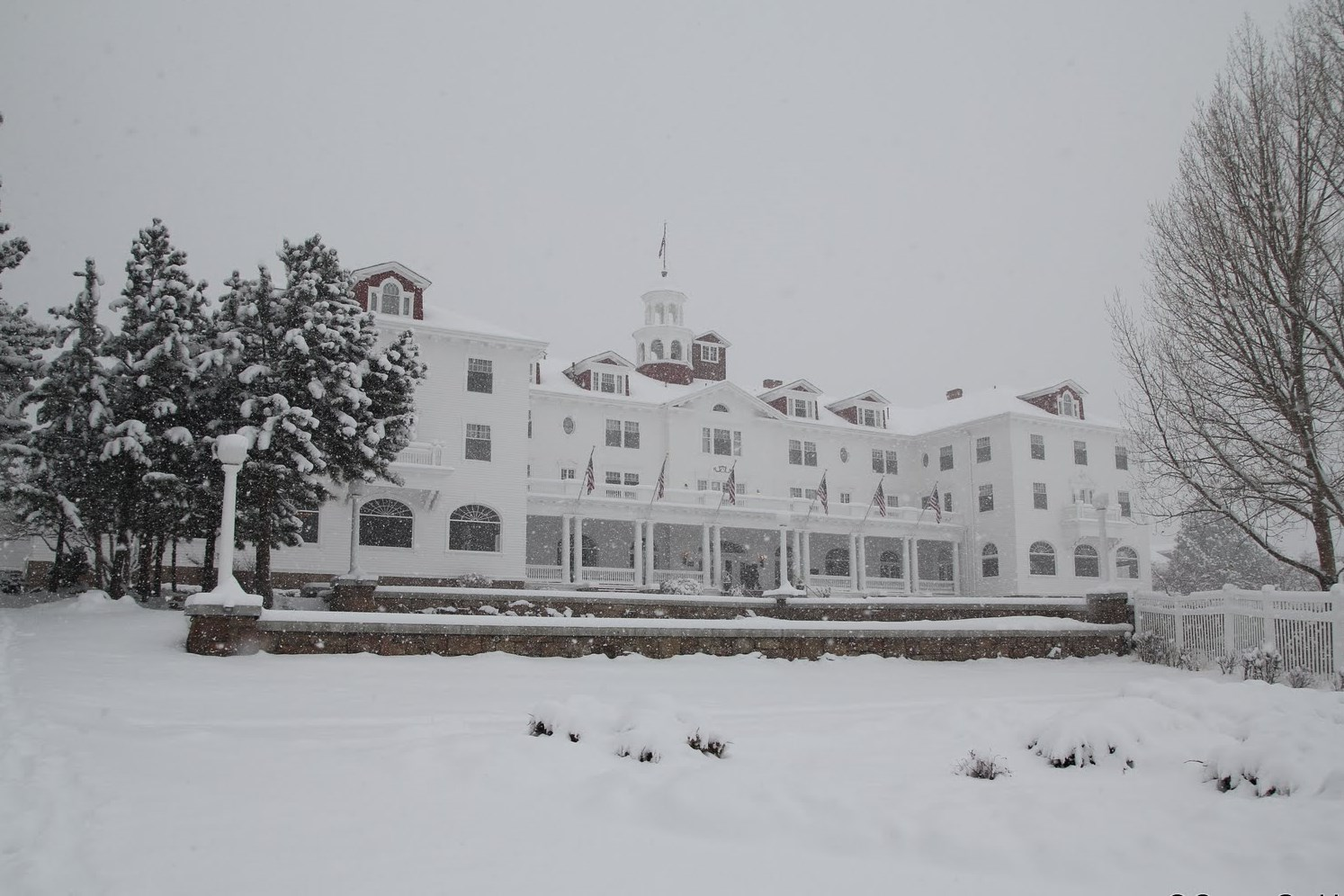
На зображенні — готель «Стенлі», який надихнув автора для опису «Оверлука»

Назву для роману автор запозичив із пісні Джона Леннона «Instant Karma!», приспів до якої містив такі слова: «І всі ми сяємо все яскравіше та яскравіше». Автор вирішив не використовувати дослівну цитату «Ми сяємо», оскільки в цьому разі дієслово навіює асоціації з жаргоном афроамериканців. На написання роману автора наштовхнуло бажання дослідити таємничі пориви, що ховаються глибоко в душі. Як приклад Кінг навів заголовки National Enquirer і Weekly World News примірника кінця сімдесятих, типу «Немовля прибили до стіни». «Варто лиш вам заявити, що ви ніколи не дозволяли собі нічого схожого стосовно власних дітей, хоча кілька разів хотілося, — і ось він, готовий сюжет для жахастика», — відповідав він на питання журналістів.
Одного разу трирічний син письменника Джо схопив один із рукописів батька, взяв кольорові олівці та розмалював роман, над який тоді працював Кінг. Коли Стівен це побачив, він подумав: «Мале гаденя, так би й прибив!». Письменник працював над «Сяйвом» і мав надію, що, якщо він напише про те, що його мучило — бажання зірватись на дітях, то в реальному житті нічого схожого не трапиться. Зі спроби зрозуміти ці емоції з'явився Джек Торренс. Зокрема, Кінг підсвідомо описував свій алкоголізм. На той момент він перейшов вже на міцніші напої — з пива на віскі. Він просив про допомогу єдиним доступним способом — прозою та чудовиськами. «Я написав „Сяйво“, не розуміючи, що пишу про себе. Самоаналіз ніколи не був моєю сильною характеристикою. Люди часто просять мене пояснити прихований смисл моїх історій, порівняти їх з реальністю. Я ніколи не заперечував, що між моїми книгами… та моїм життям існує певний зв'язок, але з часом я помітив цікаву закономірність: минають роки, і я раптом збентежено усвідомлюю, що знову переніс на папір власні проблеми, підсвідомо займаючись чимось схожим на внутрішній психоаналіз». Так, Кінг не міг працювати вдома, він орендував кімнату в жінки, яку так навіть ні разу й не зустрів — Стівен залишав чек на кухні щотижня. Книгу він написав приблизно за шість тижнів. Автор писав близько 5 тисяч слів щодня, а повністю обсяг роману сягав 200 тисяч слів.
У творі використовувався архетип «Поганого місця». Одного разу Кінг прочитав теоретичну статтю, де припускалось, що будинок з привидами — це психологічний акумулятор, що поглинає емоції. Таким чином психічний феномен, який вважають «привидами», є свого роду паранормальним кінофільмом — проєкцією старих голосів і образів, які були частиною подій минулого. В описаній теорії припускалось, що мешканці будинку, загинувши, можуть залишити певні психічні сліди. «А той факт, що „будинків з привидами“ уникають і що в них репутація Поганих місць, пояснюється тим, що найсильніші емоції — примітивні: гнів, страх і ненависть». Письменник казав, що сама ідея не претендує на істинність, але він ставився до цієї думки з повагою, оскільки вона знаходила відгук у його власному досвіді. У творі будинок з привидами постає як символ неспокутого гріху, в кожній з кімнат якого розігрується «особливий фільм жахів». Кінг згадував, що аудиторія підсвідомо співчуває людям, що перебувають у домашній пастці. У письменника на першому місці стояла історія, на відміну від вторинних характеристик — тематики, настрою та мови.
Ідейна цікавість книги полягає в привабливості насилля для добрих у душі людей. Деякі автори розглядали твір як пародію на американську мрію, в якій Джек постає як негативний портрет американської історії успіху, чоловік, що бажає слави та багатства за будь-яку ціну. У відповідь на це трактування Кінг пояснив, що Торренс сам зробив свій вибір і був відповідальним за вчинене. Однак, існували й сили поза контролем Джека: «Що б не відбувалось, для нього, в певному сенсі, вже все було вирішено. Тому, його шлях призводить до загибелі. Ви можете піднятись у ієрархії готелю, тільки для цього потрібно бути готовим переступати через трупи. Уся історія готелю про це свідчить». Альбом із газетними вирізками постав як засіб зв'язку — він допоміг розкрити минуле та надати йому безпосереднього значення в теперішньому. У цьому контексті він виглядає, за словами автора, неприємним, він навіює погані спогади. Враховуючи драматизм експозиції історії, Кінг вважав «Сяйво» п'єсою, а не романом.

## Інтертекстуальні впливи та паралелі
Найбільшого впливу на книгу справив роман Річарда Метісона «Пекельний будинок».
Критик Бен Айндік вважав, що на роман вплинули твори «Маска Червоної смерти» (1842) Едґара По і «Морок над Інсмутом» (1931) Говарда Лавкрафта.
Почасти на образ зловісного Готелю в романі Кінґа могла вплинути пісня Hotel California (1976) гурту Eagles, у якій також ідеться про таємничі голоси в коридорі, відчуття ув'язнення в Готелі та неможливість залишити його тощо.

## Зв'язок з іншими творами Стівена Кінґа
У романі «Мізері» Енні Вілкс згадує готель «Оверлук» та «наглядача, який спалив весь готель».
Річард (Дік) Геллоран також з'являється в романі «Воно». Крім того, цей персонаж фігурує в романі «Перлина» Табіти Кінґ.
Образ демонічного «Воно», яке вселяється в Джека Торранса та керує його діями (найчастіше згадується в розділах 50-56), Кінґ зробив центральним у своєму однойменному романі 1986 року. Замість готелю «Оверлук» роль «поганого місця» — домівки Воно — там відіграє вигадане місто Деррі.

## Продовження
Під час промотуру своєї книги «Під куполом» у листопаді 2009 року Стівен Кінг сказав, що він, можливо, напише продовження «Сяйва». Хоча сам роман був завершений ним на позитивній ноті, на його думку, думка про те, як Денні Торренс зумів вилікуватись від психологічних ран, завданих йому готелем, є досить хорошою причиною для створення сиквелу. Головним героєм став сорокарічний Деніел Торренс, який мешкає в передмісті Нью-Йорка та працює санітаром у хоспісі, де за допомогою свого дару допомагає безнадійно хворим пацієнтам підготуватись до смерті. Кінг жартував, що Денні не лише виріс, але і одружився з Чарлі Макгі. Роман з назвою «Доктор Сон» з'явився в продажу 24 вересня 2013 року, через 36 років після публікації першої книги.

## Переклади українською
- Стівен Кінг. Сяйво. Переклад з російської: І. М. Андрусяк. Харків: Фоліо, 2010. — 635 с. ISBN 978-966-03-4523-2
- Стівен Кінг. Сяйво. Переклад з англійської: Олександр Красюк. Харків: КСД, 2014. — 637 с. ISBN 978-966-14-6279-2
  - (перевидання) * Стівен Кінг. Сяйво. Переклад з англійської: Олександр Красюк. Харків: КСД, 2015. — 637 с. ISBN 978-966-14-6279-2
  - (перевидання) * Стівен Кінг. Сяйво. Переклад з англійської: Олександр Красюк. Харків: КСД, 2016. — 637 с. ISBN 978-966-14-6279-2

### Скандал навколо українського перекладу
Уперше українською роман видало видавництво Фоліо 2010 року у перекладі Івана Андрусяка. Український переклад Андрусяка, найімовірніше, був бодай частковим машинним перекладом з російської. У 2013 книгу перевидало видавництво Клуб сімейного дозвілля, у перекладі Олександра Красюка, який виконав переклад із оригіналу.